# 多歧蘇鐵
多歧蘇鐵（學名：Cycas multipinnata）又称龙爪苏铁，是屬於蘇鐵科的一種植物，是蘇鐵屬的一種。屬於常綠小喬木，分佈於中國雲南、廣西及越南，模式產地為雲南建水縣，海拔1100米隣近紅河之地區。花期4至5月，果期10至11月。

## 詞源
種名「multipinnata」指多回羽狀葉，代表此物種是少數呈現兩回羽狀葉的物種。

## 分佈
分離地分佈於三個地區，海拔200至1300米之間，包括：
- 中國雲南東部紅河河谷之季風樹林
- 中國廣西西部
- 越南安沛省

## 形態
二回裂片呈2-7次分叉，呈線形或倒卵形，長7-15厘米，闊2-3厘米。無毛，中脈在兩面稍凸起。葉柄披毛，具刺。雌球花直徑約15厘米，大孢子葉柄長約4厘米，著生6-8枚胚珠，頂片深裂成20-30條裂片。鱗葉披毛，呈三角形10x3.5厘米。

## 腳註
1. 1 2  Nguyen, H.T. 2010. Cycas multipinnata. The IUCN Red List of Threatened Species 2010:
e.T42048A10637701. http://dx.doi.org/10.2305/IUCN.UK.2010-3.RLTS.T42048A10637701.en
2. ↑  C.J. Chen & S.Y. Yang, "Acta Phytotax. Sin. 32: 239, 480-481" (1994).
3. 1 2  歐陽卓立. . 香港: 香港自然探索學會. 2016: 34–35. ISBN 9789881546845 （中文（香港））.

## 外部連結
- 维基共享资源上的相關多媒體資源：多歧蘇鐵
- 維基物種上的相關：多歧蘇鐵
- Cycas multipinnata （页面存档备份，存于） - The Cycad Pages - Royal Botanic Gardens Sydney